# Pem Tshering
Pem Tshering, född 10 september 1975, är en bhutanesisk bågskytt. Hon deltog vid olympiska sommarspelen 1992.